# Grafschaft Rosnay
Die Grafschaft Rosnay war ein kleines mittelalterliches Feudalterritorium in Frankreich, gelegen in der historischen Landschaft Champagne.  Mit der Gemeinde Rosnay-l’Hôpital als Zentrum hatte sie deren nähere Umgebung umfasst, entsprechend dem Norden des heutigen Kantons Brienne-le-Château im Département Aube.

## Geschichte
Die Grafschaft Rosnay hatte sich im 10. Jahrhundert aus dem nördlichen Teil des alten fränkischen pagus Breonensis heraus etabliert, während aus dessen südlichen Teil die Grafschaft Brienne hervorgegangen ist. Graf Adson hat 968 im pago Pertense (Perthois) gelegene Landgüter an die Abtei Montier-en-Der verschenkt. Zwischen 1010 und 1035 erscheinen der Graf Isembard und sein gleichnamiger Sohn, die für das Seelenheil der namentlich nicht genannten Gräfin das Dorf Blignicourt der Abtei schenkten, dieses aber für eine Abgabe von zwei Solidi jährlich umgehend wieder zurückerhielten. Graf Manasses, der gleichfalls einen Sohn namens Isembard hatte, übertrug 1035 die Stiftskirche von Rosnay an die Abtei Montier-en-Der. Graf Guerin hat 1081 dem weltlichen Leben entsagt und ist als Mönch der Abtei Cluny beigetreten. Danach scheint die Grafschaft auf unklaren Wegen in den Besitz der Grafen von Dammartin gekommen zu sein. Jedenfalls hat Graf Peter von Dammartin in den ersten Jahren des 12. Jahrhunderts auf der Burg Rosnay im Sterben gelegen und hier sein Testament aufgesetzt. Daraufhin ist Rosnay in die Domäne der Grafen von Champagne übergegangen, die hier bis spätestens 1139 eine gräfliche Vogtei eingerichtet hatten. 1263 hat Heinrich von Champagne von seinem älteren Bruder Graf Theobald V. die Grafschaft Rosnay als Apanage mit einer jährlichen Rente von 5000 Livre erhalten. Nachdem Heinrich selbst 1270 als Graf von Champagne (und König von Navarra) nachfolgen konnte, ist Rosnay erneut mit der gräflichen Domäne verbunden und mit dieser durch die Ehe seiner Tochter Johanna mit König Philipp IV. von Frankreich in die Krondomäne aufgegangen.

## Die Grafen von Rosnay
- Adson (968 genannt)
- Isembard (~1010–1035 genannt)
- Manasses (1035 genannt)
- Guerin (1081 genannt)
- Peter von Dammartin (1105/6 genannt)
- Heinrich von Champagne (1263–1270)